# Denis Potvin
Denis Charles Potvin (Vanier, 29 ottobre 1953) è un ex hockeista su ghiaccio canadese Inserito nella Hockey Hall of Fame nel 1991 e attualmente commentatore tecnico.

## Carriera
Inizia la carriera in Canada, nella OHA-Jr. dove gioca con gli Ottawa 67’s. Nel 1973 diviene la prima scelta assoluta dell’ NHL Draft, appannaggio dei New York Islanders, con cui svolgerà tutta la carriera professionistica. Potvin ha vestito per tutta la sua carriera la casacca numero 5, anche se inizialmente avrebbe voluto la 7.
L’impatto nella lega è stato immediato: Potvin in pochi anni ha conquistato personalmente due trofei estremamente prestigiosi: il Calder Memorial Trophy, ossia il premio di Rookie of the year nel 1973-1974 e il James Norris Memorial Trophy come difensore dell’anno nella stagione 1975-1976, segnando 38 gol e 98 punti, il massimo per un difensore. È giunto infatti secondo anche nella classifica di MVP dell’anno. Il premio di miglior difensore è stato vinto da Potvin anche nelle stagioni 1977-1978 e 1978-1979.
Dal 1980 al 1984, Potvin è stato protagonista delle 4, e finora uniche, Stanley Cup vinte dagli Islanders, andando a segno sia nelle finals del 1980 che in quelle del 1982. Potvin ha ricoperto il grado di capitano degli Islanders dal 1989 al 1987. Nel 1991 è stato inserito nella Hockey Hall of Fame e il suo numero ritirato dagli Islanders. Successivamente è entrato anche nella Nassau County Sports Hall of Fame e nella Ottawa Sports Hall of Fame. È inoltre inserito nei 100 giocatori migliori nella storia della NHL

## Dopo il ritiro
Dopo il ritiro, Potvin ha iniziato a svolgere il ruolo di commentatore tecnico per alcune franchigie della NHL Prima nei Florida Panthers e poi negli Ottawa Senators prima di tornare a commentare i Panthers. Potvin è conosciuto per il suo stile di commento colorato e senza peli sulla lingua.

## Famiglia
La famiglia Potvin è stata una famiglia di hockeisti di livello: il fratello maggiore di Denis, Jean Potvin, è stato anche lui difensore per numerose squadre della NHL. Per alcuni anni i due sono anche stati compagni di squadra vincendo la prima Stanley Cup degli Islanders nel 1980. Anche il cugino Marc Potvin, morto suicida nel 2006, è stato un giocatore professionista, militando in diverse squadre della National Hockey League.

## Palmarès
- Stanley Cup: 4

New York Islanders: 1979-1980, 1980-1981, 1981-1982, 1982-1983
- Calder Memorial Trophy: 1

1973-1974
- James Norris Memorial Trophy: 3

1975-1976, 1977-1978, 1978-1979